# Château de la Rive
Le château de la Rive ou château de Verdon Dessous est une ancienne maison forte, du XIIIe siècle, très remaniée au début du XXe siècle, centre de la seigneurie de Verdon, qui se dresse au hameau de la Baraterie, sur la commune française de Cruet dans le département de la Savoie en région Auvergne-Rhône-Alpes.

## Localisation
Le château de la Rive se dresse dans le département français de la Savoie sur la commune de Cruet, sous le château de Verdun-Dessus, dominant l'Isère.

## Toponyme
Le château de la Rive porte également le nom de Verdon Dessous, que l'on trouve également sous la forme de Verdun.

## Historique
La maison forte de la Rive avec celles du Chaffard et du Chanay et le château de Verdun-Dessus, tous situés sur la commune de Cruet, constituaient un ensemble défensif important.
Mort avant 1272, on relève un Pierre de Verdon, chevalier, fils d'Ogier de Chignin.
Elle est ensuite la possession de Jean de Verdon, dont la veuve épousera en secondes noces André de Poypon. Au décès de Jacques de Verdon, le fils de Jean, elle est entre les mains, avant 1545, de Louis et François Duverger. En 1578, elle a fait retour à Louis de Verdun.
Lui succède, en 1607, Isabeau, épouse de Michel de Mouxy. Ses héritiers, Georges et Garin de Mouxy, la vendent aux Ramus de Charpenne, en 1617, petits-cousins des Mouxy, seigneur de la Tour de Verdun, depuis 1584, famille bourgeoise originaire de Seyssel, en la personne de Claude Ramus. En 1659, Françoise de Ramus (° 1648), fille d'Antoine, dame de Vens et de la maison forte de Verdun, les apporte avec ses biens d'Arbin et de Cruet, dont elle a hérité, à Anthelme Melchior de Mareste, baron de Champrovent, son mari.
En 1730, le château est au marquis Louis de Lucey, descendant par la famille de Mareste de Françoise de Ramus.
Il est acheté en 1923 par la famille Ducat puis par les Chaland, famille de Montmélian.

## Description
La maison forte épouse la forme d'un U, qu'un mur, qui n'est pas d'origine, ferme une cour. La partie la plus ancienne est une salle à tour carrée de la fin du XIIIe ou du début du XIVe siècle, sur laquelle est venu s’appuyés les autres bâtiments. Malgré un important remaniement datant du début du XXe siècle, il subsiste un certain nombre d'ouvertures anciennes à accolades ainsi que des sous-sols dont la voûte s'appuie sur des colonnes rondes en pierre.
En avril 1985, on y a découvert un ensemble remarquable de peintures murales romanes. Déposées puis restaurées, elles sont aujourd'hui exposées au Musée savoisien à Chambéry. Hautes de 1,30 m, elles figurent des croisés combattant et la mise en terre d'un comte de Savoie. Il pourrait s'agir du comte Amédée III de Savoie, mort à Chypre, qu'un ascendant des Verdun, Guillaume de Chignin, accompagna.